# 云南贡院
云南贡院位于云南省昆明市五华区云南大学东陆校区校园内，是国内仅存的中国古代一千三百余年科举考试的实物之一，为云南省级文物保护单位。

## 历史
明朝初年，云南的读书人想求得举人身份，需要到南京“应天府”去参加乡试。随着云南文化教育事业进展，云南学子与日俱增。永乐年间，云南省取得了在昆明自行举行乡试资格，贡院也随之初建。
云南贡院始建于明朝景泰四年（1453年），最初位于云南府城东部布政司之东，即今昆明市长春路、威远街一带。弘治十二年（1499年）迁建今址。明清时，曾经多次修缮和扩建，是明清两代云南举行乡试的考场。
清光绪二十九年（1903年）在此举行了云南的最后一次乡试。宣统元年（1909年），省会中等农业学堂（今云南农业职业技术学院前身）迁入贡院办学。
民国十一年（1922年），云南省长唐继尧在云南贡院故址上创办了东陆大学（今云南大学前身）。
抗日战争时期，云南贡院的至公堂成为发表各种演说的圣地，茅盾、尚铖、楚图南、姜亮夫、朱自清、潘光旦等，都曾在这里发表过脍炙人口的演说。闻一多的《最后一次演说》也是在这里发表。
1987年12月10日，“云南贡院（包括会泽楼）”公布为第二批昆明市文物保护单位。1987年12月21日，云南贡院被公布为第三批云南省文物保护单位。2003年，熊庆来、李广田旧居并入文保单位云南贡院。2019年10月7日，原属文保单位云南贡院的会泽院被公布为第八批全国重点文物保护单位。

## 建筑

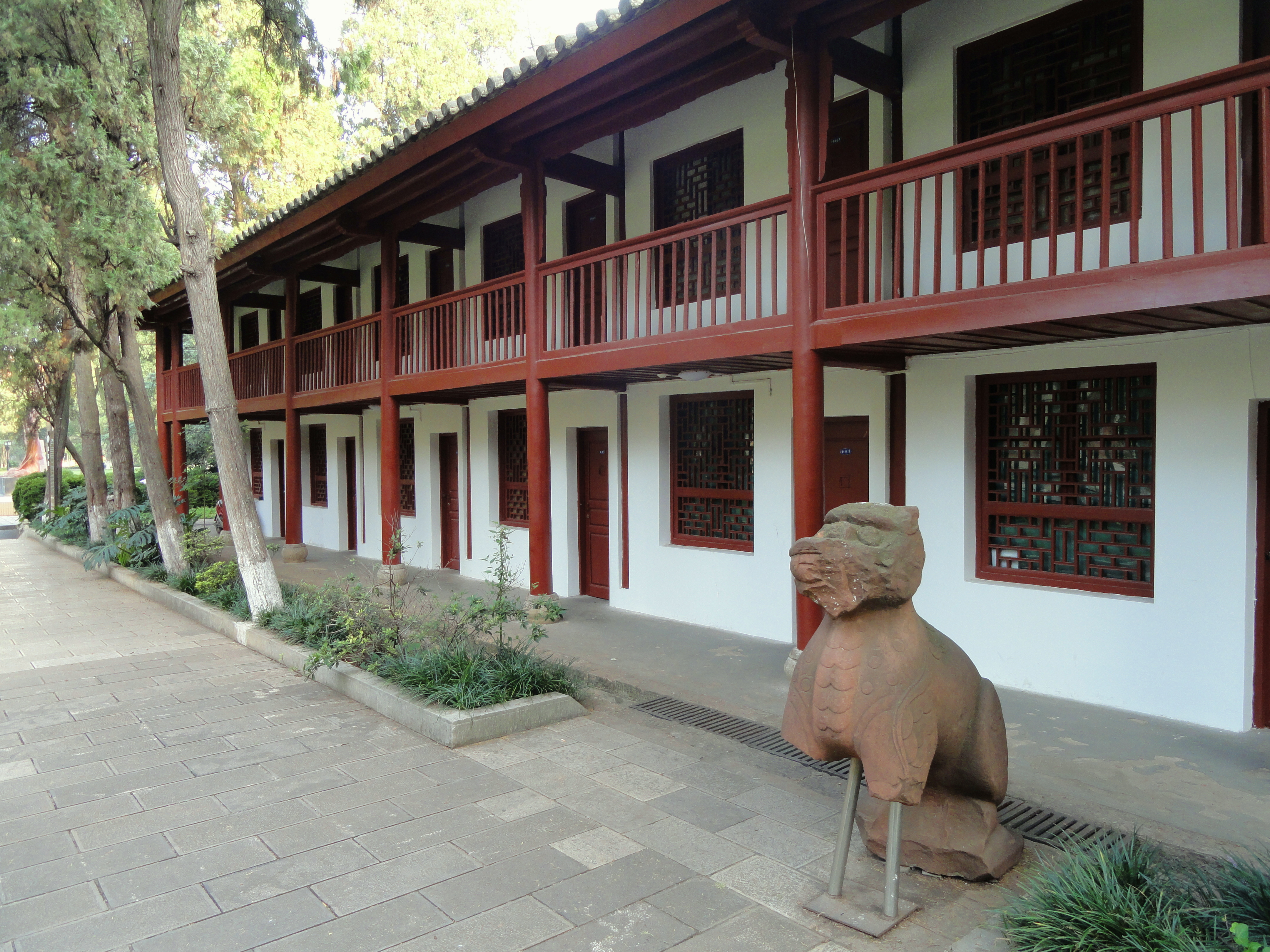
东号舍（贡院考棚）

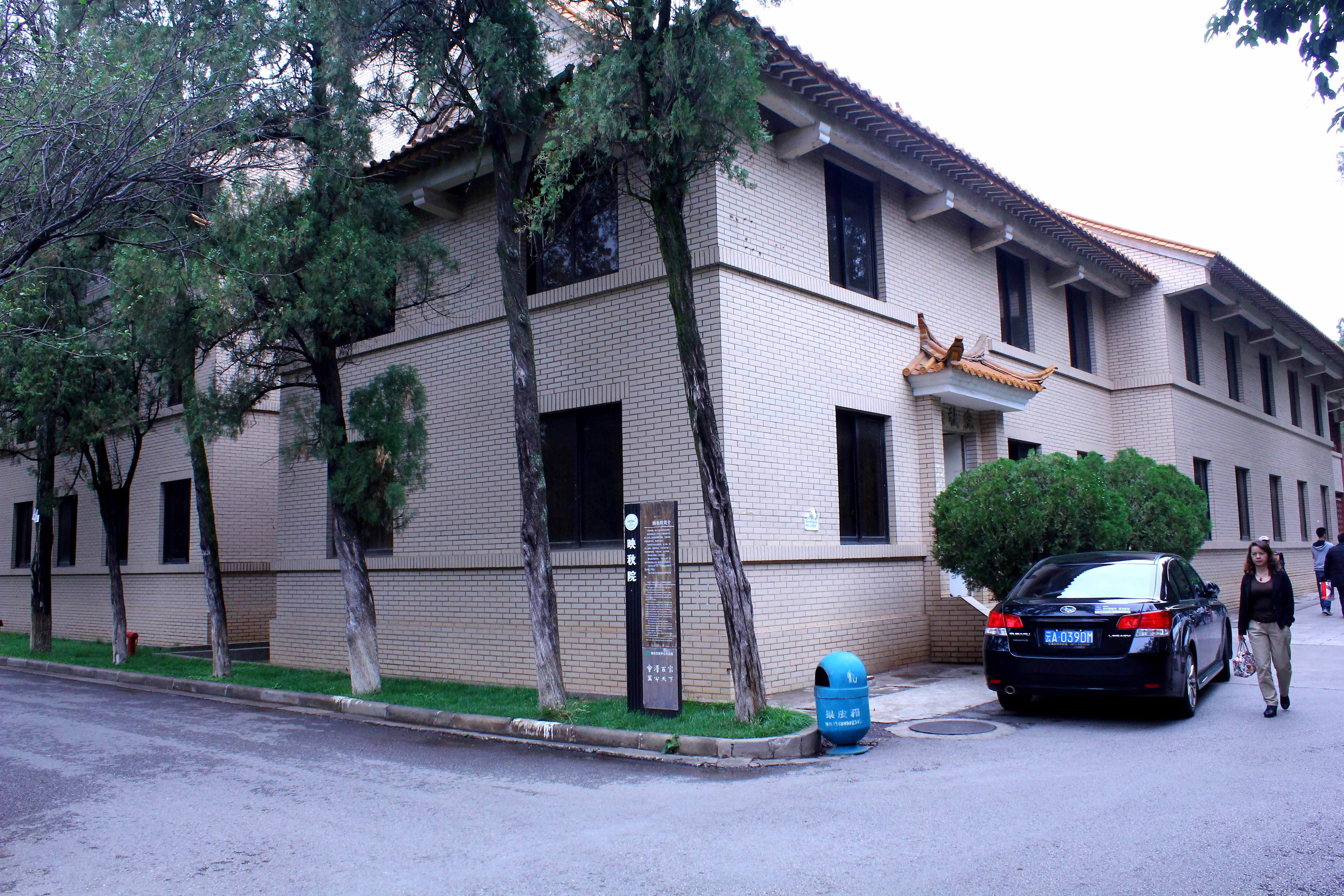
映秋院

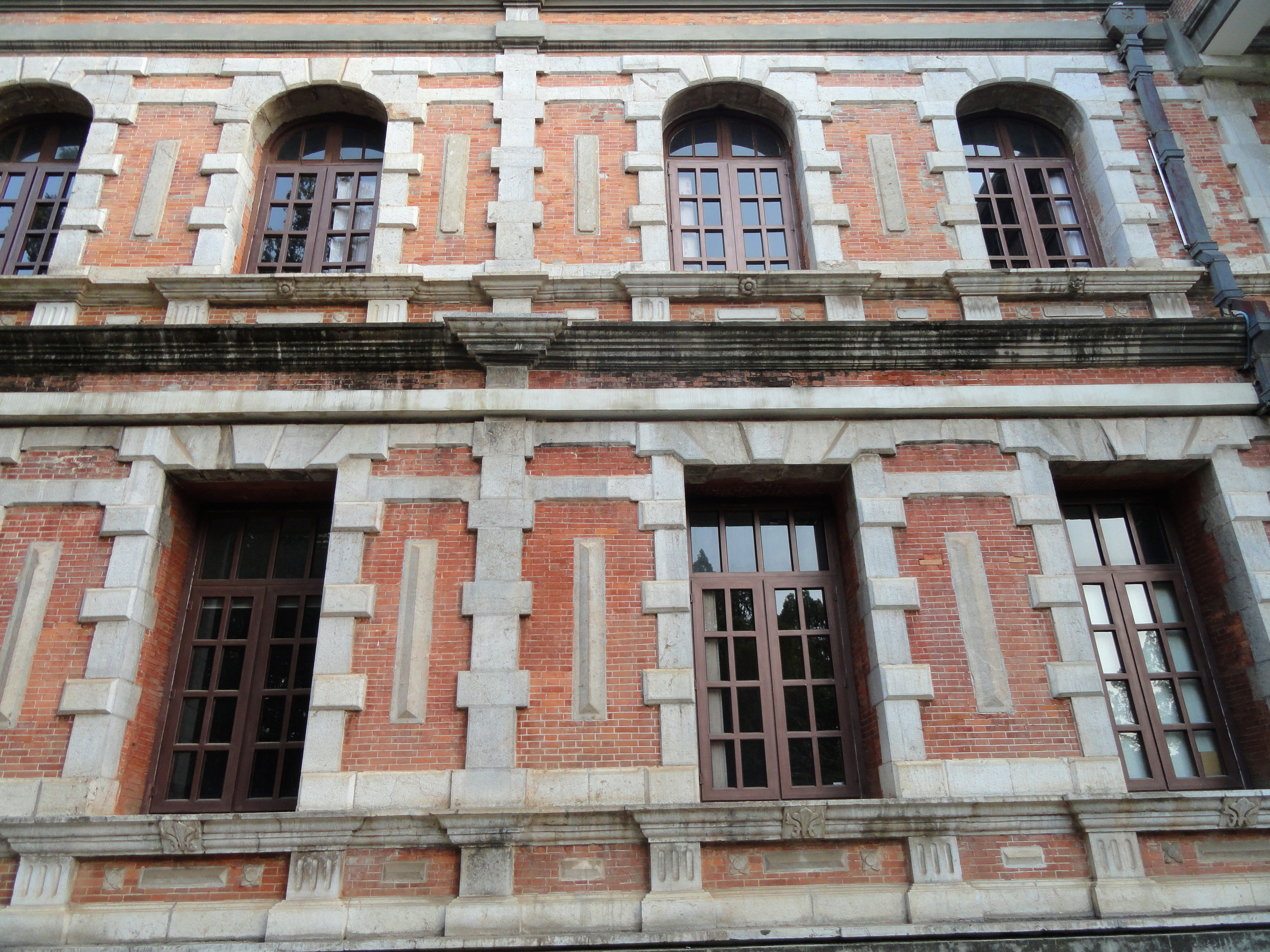
会泽院

云南贡院建筑布局谨严。中心的大堂为至公堂，至公堂前为明远楼，楼之东西为文场，南为龙门、仪门，左右有牌坊各一座，左为“腾蛟”坊，右为“起凤”坊，至公堂后面为衡鉴堂。鼎盛时期，东西文场有考棚号舍近5000间。现存建筑包含至公堂、东号舍（贡院考棚）、会泽院、映秋院、钟楼等建筑群，其中只有致公堂和东号舍为贡院原物，其他为民国所建。
致公堂位于贡院的中心，为一幢明代风格的两面坡单檐式建筑。南北两面开门。正门上方悬挂“致公堂”匾额，为明代永乐进士严孟衡所书。两侧立柱有内外双联，内联书清代乾隆皇帝旧句：“立政待英才，慎乃攸司，知人则哲；与贤共大位，勖哉多士，观国之光。”外联为乾隆五十九年（1794年）解元那文凤所撰：“文运天开，风虎云龙际会；贤关地后，碧鸡金马光辉”。门外东壁内嵌有康熙三年（1664年）云南总督卞三元所撰的《重修贡院碑记》。
现存的东号舍（贡院考棚）系清康熙三年（1664年）由云南总督卞三元重建。考棚坐北朝南，长53米，宽11.3米，上下两层，建筑面积1199平方米。其结构为砖混木结构。房屋外侧均有外廊转通。1999年，云南省文化厅与云南大学共同出资重修。号舍现为云南大学艺术与设计学院琴房。
会泽院位于致公堂南部，正对云南大学南门。会泽院是东陆大学成立后在原贡院明远楼原址上新建的办公、教学主楼。学校为纪念唐继尧倡导教育、创办东陆大学的功绩，决定以其别号“唐会泽”命名。如今会泽院是云南大学的党办和校办的行政楼。
映秋院位于致公堂西南方，建于1938年，由时任云南省政府主席龙云的夫人顾映秋捐款修建，由著名建筑学家梁思成、林徽因设计，为一座由平房、楼房、回廊、走道组成的四合院建筑。最初为云南大学女生宿舍，现为云大办公楼。